# Marco Noris
Marco Noris (Bèrgam, 1971) és un artista italià que viu i treballa a Barcelona.
Dibuixant i pintor en essència, Noris ha passat pel món del videoart, del net-art i de la fotografia abans de restablir i enfocar la seva pràctica artística en l'àmbit de la pintura. Noris està treballant temes com la ruïnes i la memòria històrica, buscant en el passat les claus per entendre el present i albirar el futur. L'obra de Marco Noris es caracteritza per la seva força i intensitat dramàtica. Fosses comunes, violadors apallissats, accidents, deixalles i abocadors; víctimes policials, efígies esfondrades, pròfugs i mutants ... la seva obra és un promptuari de l'enfonsament, un compendi de ruïnes materials i morals. En aquest context ha desenvolupat el seu treball sobre refugiats i exiliats, un projecte que va néixer de les restes d'un antic camp de concentració i que parla d'absència, de memòria i d'oblit i de l'anihilament de l'ésser humà, de la seva identitat i dels seus valors.
La seva recerca ho ha portat a aprofundir i experimentar la seva relació amb el territori a través del caminar com pràctica artística i com eina per a la recerca dels fenòmens de construcció identitària del territori, amb projectes com “A la frontera” (2017, Barcelona Producció / La Capella), “L’Entrega, acte I” (2018, La Panera de Lleida amb el CAN de Farrera), "Lloc, lluny, llar” (2020/2021, Nau Côclea i OSIC, Generalitat de Catalunya) i el més recent "Sequere" (2022/2023, Institut d'Estudis Ilerdencs).
Noris és un dels fundadors del Centre de Creació La Escocesa. Des de 2015 fins a 2017 va ser artista resident a Hangar (Centre de Producció d'Arts Visuals) (Barcelona).

## Publicacions
- A la frontera - Ajuntament de Barcelona, 2017, ISBN 978-84-9156-077-7
- Paratext vol. 1 - Hangar.org, 2016, ISBN 978-84-617-6320-7
- Imprevista n. 3, 2011, Barcelona